# Krzyż Czynu Bojowego Polskich Sił Zbrojnych na Zachodzie

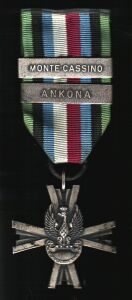
Krzyż Czynu Bojowego PSZnZ z dwoma okuciami

Krzyż Czynu Bojowego Polskich Sił Zbrojnych na Zachodzie – polskie odznaczenie wojskowe.

## Historia
Krzyż Czynu Bojowego Polskich Sił Zbrojnych na Zachodzie ustanowiono ustawą z 17 maja 1989 jako wyraz uznania, szacunku i pamięci dla czynu zbrojnego żołnierzy, lotników i marynarzy Polskich Sił Zbrojnych, z okazji 45. rocznicy bitew przez nich stoczonych.
Krzyż nadawany był uczestnikom działań bojowych prowadzonych przez Polskie Siły Zbrojne podczas II wojny światowej w latach 1939–1945. Krzyż nadawał Prezydent Rzeczypospolitej Polskiej (do lipca 1989 – Rada Państwa) na wniosek Ministra Obrony Narodowej, Ministra Spraw Zagranicznych lub Zarządu Głównego ZBoWiD. Krzyż można było nadawać obywatelom polskim oraz obywatelom innych państw, także pośmiertnie.
Z dniem 8 maja 1999 nadawanie Krzyża uznano za zakończone (ustawą z 16 października 1992).

## Opis odznaki
Odznaką Krzyża jest stylizowany krzyż maltański o wymiarach 42 × 42 mm srebrzony, oksydowany. Na awersie w części środkowej umieszczony jest orzeł Sił Zbrojnych, na rewersie znajduje się napis: POLSKIE SIŁY ZBROJNE NA ZACHODZIE 1939–1945.
Krzyż nosi się na wstążce szerokości 42 mm z pionowym paskiem biało-amarantowym szerokości 12 mm pośrodku i pionowymi paskami niebieskim, czarnym i zielonym szerokości 5 mm po obu stronach paska środkowego.
Na wstążce Krzyża mogą być noszone okucia wykonane z metalu szerokości 5 mm z nazwami bitew, w których odznaczony brał udział:
- NARWIK,
- LAGARDE,
- MAICHE – ST. HIPPOLYTE,
- BITWA O ANGLIĘ,
- TOBRUK,
- MONTE CASSINO,
- ANKONA,
- FALAISE – CHAMBOIS,
- AXEL,
- ARNHEM,
- BREDA,
- BOLONIA,
- WILHELMSHAVEN,
- DZIAŁANIA BOJOWE LOTNICTWA,
- BITWY I KONWOJE MORSKIE.

Do 1992 roku Krzyż Czynu Bojowego Polskich Sił Zbrojnych na Zachodzie nosiło się w kolejności po Krzyżu Partyzanckim, od 1992 roku – po obecnie obowiązujących odznaczeniach państwowych.
Projektantem odznaki był rzeźbiarz i medalier Edward Gorol, a odznaki i listewki wykonała Mennica Państwowa.

## Odznaczeni
W kolejnych latach:
- 1989 – 41 osób
- 1990 – 8753 osoby,
- 1991 – 2141 osób,
- 1992 – 1700 osób,
- 1993 – 1018 osób,
- 1994 – 751 osoby,
- 1995 – 1583 osoby,
- 1996 – 731 osób,
- 1997 – 264 osoby,
- 1998 – 627 osób,
- 1999 – 424 osoby,

razem – 18 033 osoby.